# Atlético San Luis
Club Atlético de San Luis – meksykański klub piłkarski z siedzibą w mieście San Luis Potosí, stolicy stanu San Luis Potosí. Występuje w rozgrywkach Liga MX. Domowe mecze rozgrywa na obiekcie Estadio Alfonso Lastras Ramírez.

## Historia
Ogłoszenie powstania klubu miało miejsce w maju 2013 w wyniku serii zmian licencyjnych w meksykańskim futbolu: poprzednik Atlético San Luis – pierwszoligowy San Luis FC, przeniósł się do Tuxtla Gutiérrez i zmienił nazwę na Chiapas FC, natomiast występujące w drugiej lidze Tiburones Rojos de Veracruz nabyło licencję beniaminka najwyższego szczebla CF La Piedad, gwarantując sobie prawo do występów w Liga MX. Licencja „starego”, drugoligowego Veracruz została natomiast kupiona od przedsiębiorstwa Telecom przez biznesmena Jacobo Payána Latuffa – właściciela firmy Promotora de Espectáculos del Centro i obiektu Estadio Alfonso Lastras w San Luis Potosí, który przeniósł ją do tego miasta i zmienił nazwę ekipy na Atlético San Luis. Razem z przenosinami licencji wszyscy dotychczasowi gracze Veracruz zostali piłkarzami Atlético, podobnie stało się również ze sztabem szkoleniowym (z trenerem Miguelem Fuentesem na czele). Nowa ekipa przejęła od San Luis FC granatowo-złote barwy, a w lipcu 2013 zaprezentowała herb klubowy, utrzymany w tej samej kolorystyce i przedstawiający jeden z symboli miasta San Luis Potosí, pomnik La Caja del Agua. Od razu przystąpił do rozgrywek drugiej ligi meksykańskiej – Ascenso MX.
W drugiej lidze zespół zadebiutował 20 lipca 2013 zremisowanym 2:2 wyjazdowym meczem z Alebrijes (pierwszego gola w historii klubu strzelił Néstor Olguín). Przez pierwsze półtora roku zespół nie odnosił większych sukcesów – najpierw pod wodzą trenera Fuentesa drużyna zajęła siódme (ćwierćfinał play-offów), a następnie dwunaste miejsce w lidze, zaś potem za kadencji Flavio Davino uplasowała się na dziewiątej lokacie. Najbardziej udane okazały się dla Atlético wiosenne rozgrywki Clausura 2015, podczas których podopieczni Raúla Ariasa zajęli pierwsze miejsce w tabeli i awansowali do finału fazy play-off – w dwumeczu ulegli tam jednak Dorados łącznym wynikiem 1:3 (0:3, 1:0). Zawodnik Atlético, Brazylijczyk Leandro Carrijó, został natomiast królem strzelców drugiej ligi meksykańskiej.
W kolejnym sezonie gracze Atlético zajęli dziewiąte miejsce w drugiej lidze, a po przyjściu do zespołu trenera Carlosa Bustosa zanotowali bardzo słaby sezon Clausura 2016 w Ascenso MX (piętnasta, przedostatnia lokata), równocześnie docierając jednak do półfinału pucharu Meksyku (Copa MX). Bezpośrednio po tym, w kwietniu 2016, wobec braku awansu do najwyższej klasy rozgrywkowej i nikłego wsparcia ze strony kibiców i lokalnych władz, prezes Payán Latuff zdecydował się przenieść licencję klubu do innego miasta i zmienić jego nazwę. Działania te nie przyniosły jednak spodziewanego zainteresowania, wobec czego w maju 2016 ogłoszono wycofanie zespołu z rozgrywek drugiej ligi i rozwiązanie go.
W marcu 2017 władze hiszpańskiego klubu Atlético Madryt ogłosiły, iż nabyły od Payána Latuffa 50% udziałów w klubie, reaktywując tym samym jego działalność po niecałym roku przerwy. Madrycki klub zobowiązał się do wprowadzenia do struktur organizacyjnych Atlético San Luis swoich metod zarządzania oraz realizacji projektu ośrodka treningowego. Zmieniono równocześnie barwy klubowe na biało-czerwono-niebieskie, wzorem hiszpańskiego Atlético, modyfikacjom poddano również herb klubu. Ekipa z San Luis ponownie przystąpiła do rozgrywek drugoligowych od nowego sezonu.

## Aktualny skład
Stan na 16 lutego 2025.
| Nr | Poz. | Piłkarz                         |
| -- | ---- | ------------------------------- |
| 1  | BR   | Andrés Sánchez                  |
| 4  | OB   | Julio César Domínguez (kapitan) |
| 8  | PO   | Juan Manuel Sanabria            |
| 9  | NA   | Léo Bonatini                    |
| 10 | NA   | Mateo Klimowicz                 |
| 11 | NA   | Vitinho                         |
| 13 | PO   | Rodrigo Dourado                 |
| 14 | PO   | Miguel García                   |
| 15 | OB   | Daniel Guillén                  |
| 16 | NA   | Jhon Murillo                    |
| 17 | OB   | Gabriel Martínez                |

| Nr | Poz. | Piłkarz                  |
| -- | ---- | ------------------------ |
| 18 | OB   | Aldo Cruz                |
| 19 | PO   | Sébastien Salles-Lamonge |
| 21 | PO   | Óscar Macías             |
| 22 | PO   | Yan Phillipe             |
| 23 | BR   | César López              |
| 24 | PO   | Ronaldo Nájera           |
| 26 | PO   | Sebastián Pérez Bouquet  |
| 27 | NA   | Benjamín Galdames        |
| 28 | PO   | Jonantán Villal          |
| 30 | OB   | Oliver Pérez             |
| 31 | OB   | Eduardo Águila           |